# Tetracanthella similis
Tetracanthella similis är en urinsektsart som beskrevs av Louis Deharveng 1987. Tetracanthella similis ingår i släktet Tetracanthella och familjen Isotomidae. Inga underarter finns listade i Catalogue of Life.